# Bădragii Noi
Bădragii Noi è un comune della Moldavia situato nel distretto di Edineț di 1.234 abitanti al censimento del 2004